# Sedong Kidul
Sedong Kidul is een bestuurslaag in het regentschap Cirebon van de provincie West-Java, Indonesië. Sedong Kidul telt 4286 inwoners (volkstelling 2010).